# Peregrinatio ad Petri Sedem
Peregrinatio ad Petri Sedem – instytucja Kurii Rzymskiej utworzona w 1933 przez papieża Piusa XI. Zreformowana przez Pawła VI 6 września 1972. Instytucja zajmuje się opieką nad pielgrzymami, którzy przybyli do Stolicy Piotrowej.
W 2007 Peregrinatio ad Petri Sedem zostało zlikwidowane, a jego kompetencje przejęła Administracja Dóbr Stolicy Apostolskiej. Jednak już w 2013 Peregrinatio ad Petri Sedem zostało przywrócone. Ponownie włączone w struktury Administracji Dóbr Stolicy Apostolskiej w lipcu 2016.

## Przewodniczący Peregrinatio ad Petri Sedem
- Urbano Cioccetti (1975 - 1978)
- abp Emanuele Clarizio (1982 - 1991)
- kard. Camillo Ruini (1992 - 1996)
- abp Sergio Sebastiani (1996 - 1997)
- kard. Crescenzio Sepe (1997 - 2001)
- abp Francesco Gioia OFMCap (2001 - 2007)
- urząd zniesiony (2007 - 2013)
- abp Francesco Gioia OFMCap (2013 - 2016)